# 朱智勛
朱永鑂（羅馬化：Ju Yeong-hun），藝名朱智勛（羅馬化：Ju Ji-hoon，1982年5月16日—），韓國男演員、模特兒。

## 生平
模特兒出身的朱智勛以主演2006年MBC水木劇《宮—野蠻王妃》皇太子李信一角走紅，迅速成為韓國一線明星。但在2009年4月，因涉嫌吸食大麻而遭拘留起訴，獲判6個月有期徒刑，緩刑一年執行，並被勒令參加120個小時社會服務，也中斷了演藝活動。
2010年2月2日於京畿道議政府306補充隊入伍，2011年11月正式退伍。退伍後以電影《我是王》作為復出作品，同時也參與了SBS週末特別計劃劇《五指》的演出，正式回歸。
之後以精湛的演技努力詮釋各類型的角色，終於憑藉電影《與神同行》系列與劇集《屍戰朝鮮》系列，重拾人氣再度攀上事業巔峰。

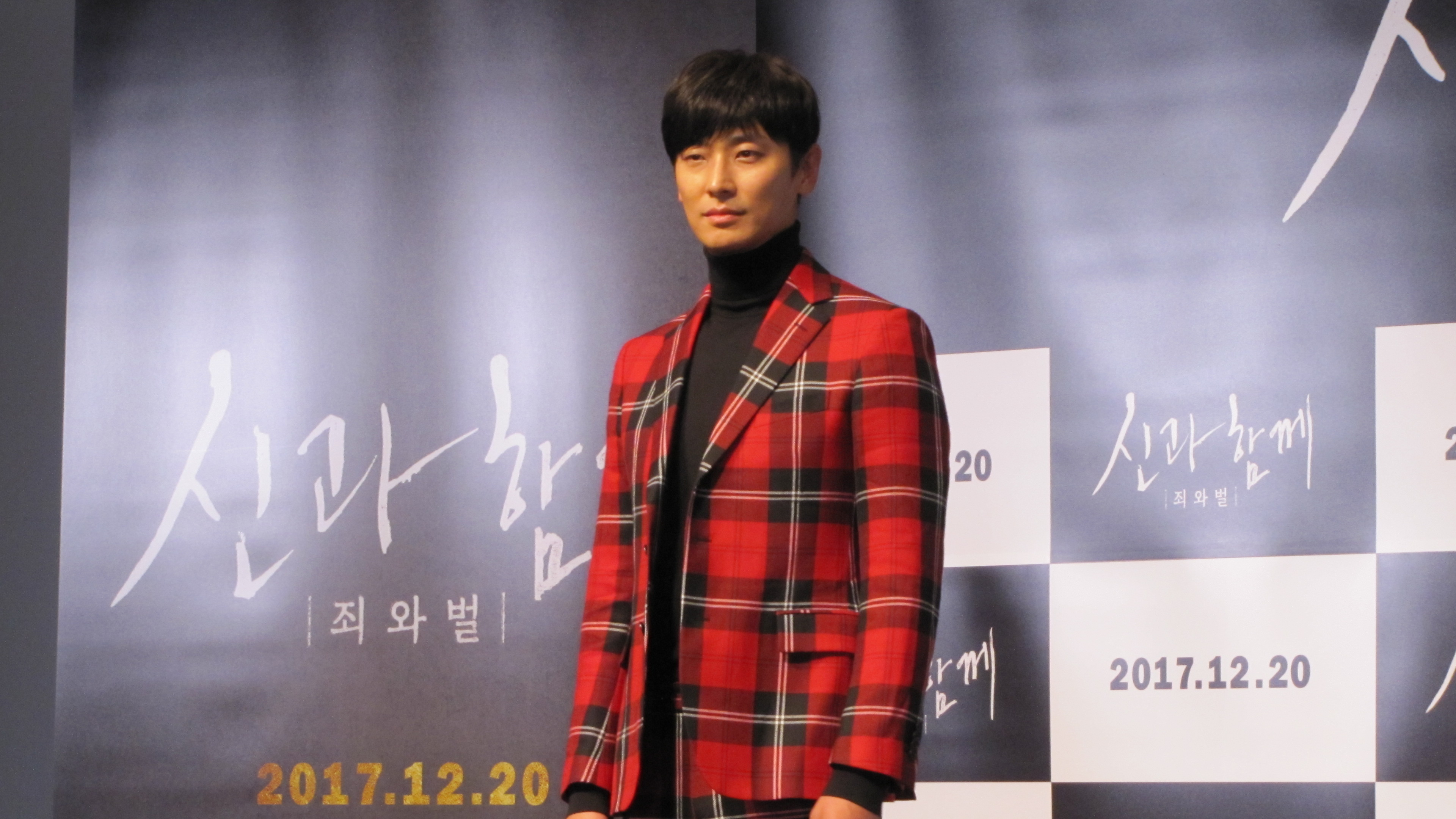
2017年電影《與神同行》記者發布會照

## 個人生活
朱智勛曾與Brown Eyed Girls成員孫佳人交往過，兩人認識多年，在2014年合作MV《Fxxk You》後陷入熱戀，2017年7月雙方所屬經紀人官方回應確認二人已分手。分手之後孫佳人曾在社交平台貼文，稱曾被朱智勛的朋友朴某引誘吸食大麻，經首爾警方調查後，已證實朴某無嫌疑。此外，雖然對方是朱智勛朋友，但她為朱智勛解釋：「他已為自己犯的錯，接受應有的處罰了，現在是比誰都更認真過日子的人。」

## 演出作品

### 劇集
| 年份   | 播放平台  | 劇名              | 角色           | 備註                        |
| ------ | --------- | ----------------- | -------------- | --------------------------- |
| 2002   | MBC       | 男生女生向前走    | 尹在           | Non-Stop 3                  |
| 2004   | SBS       | 狎鷗亭宗家        | 幼稚園老師     |                             |
| 2005   | MBC       | 昔日的情人        |                | 第二季第16話（5分鐘電視劇） |
| 2006   | MBC       | 宮                | 李信           |                             |
| 2007   | KBS       | 魔王              | 吳丞賀／鄭泰成 |                             |
| 2012   | SBS       | 鋼琴下的秘密      | 柳志浩         |                             |
| 2013   | MBC       | Medical Top Team  | 韓勝宰         |                             |
| 2015   | SBS       | 假面              | 崔珉宇         |                             |
| 2019   | Netflix   | 屍戰朝鮮          | 李蒼           |                             |
| 2019   | MBC       | Item              | 姜坤           |                             |
| 2020   | Netflix   | 屍戰朝鮮2         | 李蒼           |                             |
| 2020   | SBS       | Hyena：富豪辯護人 | 尹熙材         |                             |
| 2021   | tvN       | 智異山            | 姜賢祖         |                             |
| 2024   | Disney+   | 支配物種          | 禹採耘         |                             |
| 2024   | Disney+   | 照明商店          | 鄭遠永         |                             |
| 2024   | tvN       | 愛在獨木橋        | 石智元         |                             |
| 2025   | Netflix   | 外傷重症中心      | 白江赫         |                             |
| 2025   | Channel A | 魔女              |                | 特別出演                    |
| 2026   | Disney+   | 再婚皇后          | 索本修         |                             |
| 待公布 | 待公布    | Climax            |                |                             |

### 電影
| 年份 | 片名               | 角色           | 備註     |
| ---- | ------------------ | -------------- | -------- |
| 2008 | 西洋古董洋果子店   | 金振赫         |          |
| 2009 | 美味情慾           | 朴斗來         |          |
| 2012 | 我是王             | 朝鮮世宗／德七 |          |
| 2013 | 婚禮行不行         | 韓慶洙         |          |
| 2014 | 心咒               | 江翰           | 中國電影 |
| 2014 | 兄弟情Confession   | 鄭仁哲         |          |
| 2015 | 姦臣：色誘天下     | 任崇載         |          |
| 2016 | 阿修羅             | 文宣模         |          |
| 2017 | 與神同行           | 解怨脈         |          |
| 2018 | 與神同行：最終審判 | 解怨脈         |          |
| 2018 | 北風               | 鄭武澤         |          |
| 2018 | 七罪追緝令         | 姜泰伍         |          |
| 2022 | 獵首密令           | 東京支部要員4  | 特別出演 |
| 2022 | 紳探追緝令         | 池賢秀         |          |
| 2023 | 非正式作戰         | 金判秀         |          |
| 2023 | 寂静               | 趙博           |          |

### 音樂劇
- 2009年：《唐璜》飾演 唐璜
- 2010年：《生命的航海》飾演 鄭民

### MV
- 2014年：孫佳人《Fxxk U》

## 綜藝節目
- 2021年10月21日—11月4日：KBS紀錄片《KISS THE UNIVERSE》[7]
- 2023年：TVING《用雙腳搶票》

## 獎項
- 2004年：第21屆最佳服裝造型天鵝獎－男子模特兒部門
- 2005年：《時尚雜誌》票選年度最佳型男
- 2005年：《攝影家協會》最佳模特兒
- 2006年：MBC演技大賞－男子新人獎《我的野蠻王妃》
- 2008年：第3屆 AMFA－模特演員賞
- 2009年：第45屆百想藝術大賞－電影部門最佳人氣獎
- 2013年：第2屆APAN Star Awards－男子人氣明星獎《鋼琴下的秘密》
- 2015年：第22屆SBS演技大賞－十大明星賞、中篇電視劇男子優秀演技賞《假面》
- 2016年：韓國Top Star獎－韓國電影人氣明星獎《阿修羅》
- 2018年：第27屆釜日電影獎－最佳男配角《北風》
- 2018年：第2屆The Seoul Awards（朝鲜语：더 서울어워즈）－最佳男配角《北风》
- 2018年：第38屆韓國影评奖－最佳男配角《北风》
- 2018年：第39屆青龍電影獎－人氣明星獎
- 2018年：第3屆Asia Artist Award－年度藝人、最佳演員獎
- 2018年：第5屆韓國電影製作人協會獎－最佳男主角《七罪追緝令》
- 2019年：第10屆年度電影獎－最佳男配角《北风》
- 2019年：第24屆春史電影獎－最佳男主角《七罪追緝令》
- 2019年：第39屆黃金攝影獎（朝鲜语：황금촬영상）－最佳男主角《七罪追緝令》
- 2020年：第25屆釜山國際影展亞洲內容獎－最佳男主角《屍戰朝鮮2》
- 2020年：第15屆A-Awards演員部門－獲獎
- 2020年：第15屆AMFA－亞洲演員獎
- 2020年：第27屆SBS演技大賞－題材及動作迷你劇部門 男子最優秀演技獎《Hyena》
- 2025年：第61屆百想藝術大獎－放送部門 男子最優秀演技賞《外傷重症中心》[8]
- 2025年：第4屆青龍系列大獎－電視劇部門 男主角賞《外傷重症中心》[9]

## 外部連結
- 朱智勛的Instagram帳戶
- 朱智勛在NAVER上的资料
- 朱智勛在Daum上的资料
- 朱智勛在HanCinema的頁面（英文）